# Bangun Rejo (Na Ix-X)
Bangun Rejo is een bestuurslaag in het regentschap Labuhan Batu Utara van de provincie Noord-Sumatra, Indonesië. Bangun Rejo telt 3058 inwoners (volkstelling 2010).